# Сен-Венсан-ле-Фор
Сен-Венса́н-ле-Фор (фр. Saint-Vincent-les-Forts, окс. Sant Vincenç dei Fòrts) — коммуна во Франции, находится в регионе Прованс — Альпы — Лазурный Берег. Департамент коммуны — Альпы Верхнего Прованса. Входит в состав кантона Ле-Лозе-Юбей. Округ коммуны — Барселоннет.
Код INSEE коммуны — 04198.

## Население
Население коммуны на 2008 год составляло 264 человека.
| 1962 | 1968 | 1975 | 1982 | 1990 | 1999 | 2008 |
| ---- | ---- | ---- | ---- | ---- | ---- | ---- |
| 221  | 215  | 185  | 195  | 168  | 203  | 264  |

## Экономика
В 2007 году среди 165 человек в трудоспособном возрасте (15—64 лет) 136 были экономически активными, 29 — неактивными (показатель активности — 82,4 %, в 1999 году было 79,8 %). Из 136 активных работали 124 человека (68 мужчин и 56 женщин), безработных было 12 (2 мужчин и 10 женщин). Среди 29 неактивных 4 человека были учениками или студентами, 11 — пенсионерами, 14 были неактивными по другим причинам.

## Достопримечательности
- Форт Сен-Венсан, построен в период между 1693 и 1700 годами
- Форт Жубер
- Редут Шодон (1879—1883 года)
- Башня Вобан с машикули (1696 год)
- Батарея Шателар (1883—1885 года)
- Батарея Кольбас (1883—1887 года)
- Казарма Куртижи
- Церковь Сен-Венсан (XVI век)
- Церковь Успения Божьей Матери (XIX век)

## Спорт
На въезде в коммуну расположены оборудованные площадки для старта и посадки дельтапланов и парапланов. В случае подходящих полётных условий полёты совершаются в динамических потоках над поселением.

## Фотогалерея

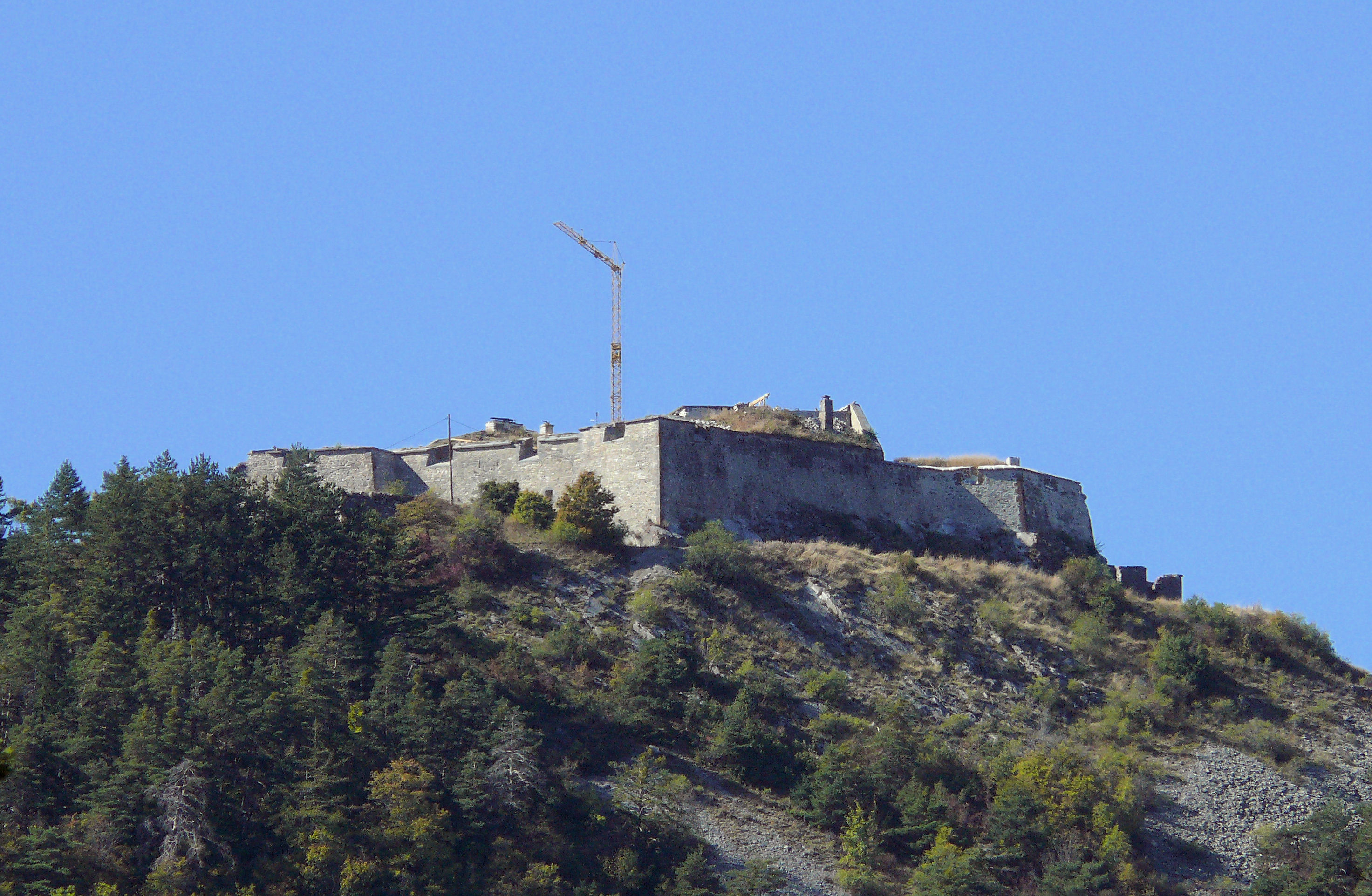
Форт Жубер